# Michael Aris
Tiến sĩ Michael Vaillancourt Aris (27 tháng 3 năm 1946 - 27 Tháng 3 năm 1999) là một học giả phương Tây hàng đầu về các nền văn hóa Bhutan, Tây Tạng và Hy Mã Lạp Sơn và đã viết nhiều cuốn sách về Phật giáo. Ông là phu quân của chính trị gia đối lập và nhà đấu tranh cho dân chủ Miến Điện Aung San Suu Kyi.

## Cuộc đời
Aris sinh ra tại La Habana, Cuba. Mẹ ông, Josette, là con gái của một Đại sứ Canada, và cha của ông, John, là một sĩ quan người Anh trong Hội đồng Anh.
Sau khi được đào tạo tại trường Worth School tại Sussex và sau khi tốt nghiệp ngành Lịch sử hiện đại tại Đại học Durham vào năm 1967, Aris đã làm việc 6 năm như gia sư riêng của trẻ em của gia đình hoàng gia Vương quốc Bhutan.
Aris là giảng viên ngành lịch sử châu Á tại Đại học St John College của Đại học Oxford và sau đó tại St Antony College, Oxford. Trong những năm cuối cùng trước khi ông qua đời, ông đã giúp thành lập một chuyên khoa về Tây Tạng và trung tâm nghiên cứu Himalaya tại Đại học Oxford.
Tương tự như Michael Aris, người anh em song sinh của ông là Anthony Aris, cũng đã trở thành một học giả nghiên cứu Tây Tạng, và thành lập Nhà xuất bản Serindia Publications tập trung nghiên cứu và giới thiệu lịch sử và văn hóa Tây Tạng đến đọc giả hiện đại.

## Cuộc hôn nhân với Aung San Suu Kyi
Năm 1972, Aris kết hôn với Aung San Suu Kyi, người ông đã gặp trong khi học đại học. Sau một năm ở Bhutan, họ định cư tại Bắc Oxford, nơi mà họ đã sinh thành và nuôi dạy hai người con trai của họ, Alexander Aris và Kim Aris. Trong thời gian này, ông đã nghiên cứu hậu đại học tại Trường Nghiên cứu phương Đông và châu Phi (School of Oriental and African Studies), Đại học London và nhận văn bằng tiến sĩ Văn học Tây Tạng vào năm 1978 . Năm 1988, Suu Kyi trở lại Miến Điện lần đầu tiên để chăm sóc cho mẹ cô, nhưng sau đó để lãnh đạo phong trào đấu tranh dân chủ của đất nước. Trường Cao đẳng St John College cho phép Aris nghỉ dài hạn, nhưng với đầy đủ thù lao để ông có thể có phương tiện vận động nhằm mục đích cho thế giới biết đến bà San Suu Kyi và bảo vệ sự an toàn của bà.
Năm 1997, Aris được chẩn đoán bị ung thư tuyến tiền liệt mà sau này được biết là ở giai đoạn cuối.
Một số quốc gia, các cá nhân nổi tiếng và các tổ chức, bao gồm cả chính phủ Hoa Kỳ, Tổng Thư ký Liên Hợp Quốc Kofi Annan và Giáo hoàng Gioan Phaolô II, kháng nghị chính quyền Miến Điện cho phép Tiến sĩ Aris nhập cảnh. Chính phủ quân sự Miến Điện không cấp cho ông một visa để đến thăm Miến Điện, nói rằng họ không có các phương tiện để chăm sóc cho ông, và thay vào đó là họ kêu gọi bà Aung San Suu Kyi rời khỏi đất nước để đến thăm ông. Trong thời gian đó, bà Aung San Suu Kyi tạm thời không bị quản thúc nhưng bà không muốn khởi hành về Anh, vì sợ rằng đây là một kế trục xuất, và bà sẽ bị từ chối tái nhập cảnh nếu bà rời khỏi Miến Điện, bà không tin tưởng những đảm bảo của chính quyền quân sự, rằng bà có thể trở lại.
Aris qua đời vào ngày sinh nhật 53 của ông trong năm 1999 tại Oxford, Vương quốc Anh . Từ năm 1989, khi vợ ông lần đầu tiên bị quản thúc tại nhà, ông đã chỉ được nhìn thấy vợ có năm lần, lần cuối cùng là vào Giáng sinh năm 1995.
Một phần chuyện tình của ông và vợ, bà Suu Kyi, sau này năm 2011 được dựng thành phim với tựa đề The Lady do Luc Besson làm đạo diễn, với sự góp mặt của Dương Tử Quỳnh trong vai Aung San Suu Kyi và David Thewlis trong vai ông.

## Tác phẩm
- Freedom from Fear and Other Writings: Revised Edition (Paperback) by Aung San Suu Kyi (tác giả), Václav Havel (viết lời tựa), Desmond Tutu (viết lời tựa), Michael Aris (biên tập). Penguin (Non-Classics); Rev Sub edition (ngày 1 tháng 3 năm 1996). ISBN 978-0-14-025317-7.
- Tibetan Studies in Honour of Hugh Richardson. Edited by Michael Aris and Aung San Suu Kyi. Preface by Michael Aris. (1979). Vikas Publishing house, New Delhi.
- "Notes on the History of the Mon-yul Corridor." In: * Tibetan Studies in Honour of Hugh Richardson, pp. 9–20. Edited by Michael Aris and Aung San Suu Kyi. (1979). Vikas Publishing house, New Delhi.
- Hidden Treasures and Secret Lives: A Study of Pemalingpa (1450–1521) and the Sixth Dalai Lama (1683–1706) (1450–1521 and the Sixth Dalai Lama). Kegan Paul; 1st edition (May 1989). ISBN 978-0-7103-0328-8.
- The Raven Crown: The Origins of Buddhist Monarchy in Bhutan (Hardcover). Serindia Publications (ngày 1 tháng 10 năm 2005). ISBN 978-1-932476-21-7.
- Lamas, Princes, and Brigands: Joseph Rock's Photographs of the Tibetan Borderlands of China. Joseph F. Rock (tác giả), Michael Aris (biên tập). 1st edition 1982. Reprint: China House Gallery. China Institute in America (June 1992). ISBN 978-0-295-97209-1.
- Bhutan, the Early History of a Himalayan Kingdom. (Aris & Phillips Central Asian Studies) (Paperback). Aris & Phillips (May 1979). ISBN 978-0-85668-199-8.
- Views of Medieval Bhutan: The Diary and Drawings of Samuel Davis 1783 (Hardcover). Roli Books International (1982).
- High Peaks, Pure Earth: Collected Writings on Tibetan History and Culture (Paperback) by Hugh Richardson (tác giả), Michael Aris (tác giả). Serindia Publications (October 1998). ISBN 978-0-906026-46-5.
- Ceremonies of the Lhasa Year (Heritage of Tibet) (Paperback) by Hugh Richardson (tác giả), Michael Aris (biên tập). Serindia Publications (June 1994). ISBN 978-0-906026-29-8.
- Sources for the history of Bhutan (Wiener Studien zur Tibetologie und Buddhismuskunde) (Unknown Binding). Arbeitskreis für Tibetische und Buddhistische Studien, Universität Wien (1986).
- Tibetan studies and resources in Oxford. (6 pages only – unknown publisher and binding)